# 덴테쓰쿠로베역
덴테쓰쿠로베역(일본어: 電鉄黒部駅)은 일본 도야마현 구로베시에 위치한 도야마 지방 철도 본선의 철도역이다. 3면 3선 구조의 복합 승강장을 갖춘 지상역이다.

## 이용 현황
| 연도 | 1일 평균 승차 인원 |
| ---- | ------------------ |
| 1995 | 1,297              |
| 1996 | 1,210              |
| 1997 | 1,034              |
| 1998 | 1,009              |
| 1999 | 910                |
| 2000 | 847                |
| 2001 | 794                |
| 2002 | 804                |
| 2003 | 727                |
| 2004 | 689                |
| 2005 | 703                |
| 2006 | 719                |
| 2007 | 751                |
| 2008 | 747                |
| 2009 | 707                |
| 2010 | 698                |
| 2011 | 708                |
| 2012 | 724                |
| 2013 | 670                |
| 2014 | 691                |
| 2015 | 748                |
| 2016 | 718                |

## 역 주변
- 구로베 시청
- 구로베 시민 병원
- 구로베 밋카이치 우체국

## 역사
- 1922년 11월 5일 : 도요 알루미늄이 구로베 전원 개발 때문에 만들어진 자회사 구로베 철도를 설치. 밋카이치 역 - 오리다테 역 간의 개통에 의해 니시밋카이치역으로서 개업함.
- 1936년 10월 1일 : 도야마 전기 철도가 우오즈 역 - 당 역간을 개통해서, 도야마 전기 철도와 구로베 철도의 접속역이 됨.
- 1943년
  - 1월 1일 : 회사 통합에 의해 도야마 현 내의 모든 철도 회사가 도야마 전기 철도를 중심으로 하는 도야마 지방 철도'로 통합되어, 구) 구로베 철도는 구로베 선으로, 동시에 당 역 - 밋카이치 역 간은 도야마 지방 철도 본선의 지선이 됨.
- 11월 11일 : 구 쿠로베 철도의 노선은 600V부터 1500V로의 승압과 플랫폼 개선 등의 공사가 완료되어, 덴테쓰토야마 역부터 현재의 우나즈키온센 역까지 직통 운행이 개시됨.
- 1951년 6월 25일 : 덴테쓰사쿠라이역으로 개칭됨. 그 후 현 역사 준공.
- 1969년 8월 17일 : 당 역 - 구로베 역 간의 구로베 지선이 폐지됨.
- 1989년 4월 1일 : 덴테쓰쿠로베역으로 개칭.

## 인접 역
| 도야마 지방 철도 ■ 본선        | 도야마 지방 철도 ■ 본선          | 도야마 지방 철도 ■ 본선          |
| ------------------------------ | -------------------------------- | -------------------------------- |
| 신우오즈 덴테쓰토야마 방면     | 특급 · 알펜 특급                 | 신쿠로베 우나즈키온센 방면       |
| 덴테쓰이시다 덴테쓰토야마 방면 | 쾌속 급행 (상행선) · 급행 · 보통 | 히가시밋카이치 우나즈키온센 방면 |